# Джерело № 11 (Голятин)
Джерело № 11 — гідрологічна пам'ятка природи місцевого значення. Об'єкт розташований на території Міжгірської селищної громади Хустського району Закарпатської області, с. Голятин, Ізківське лісництво, квартал 10, виділ 37.
Площа — 0,05 га, статус отриманий у 1984 році (Рішення Закарпатського облвиконкому від 23.10.1984 р. № 253).
Охороняється джерело мінеральної води та прилегла територія. Вода вуглекисла, гідрокарбонатно-хлоридно-натрієво-кальцієво-магнієва. Загальна мінералізація - 0,28-1,8 г/л. Мікроелементи - марганець, залізо, нікель, кремнієва кислота. Використовується для лікування захворювань органів травлення.